# 秉志齿蟾
秉志齿蟾（学名：Oreolalax pingii）为锄足蟾科齿蟾属的两栖动物，是中国的特有物种。分布于四川等地，常生活于小山溪石下或山旁的静水坑内。其生存的海拔范围为2700至3300米。该物种的模式产地在四川昭觉。其种加词“pingii”以中国科学院院士、动物学家秉志的名字命名。

## 保护
本种于2023年被收录入《有重要生态、科学、社会价值的陆生野生动物名录》。